# Lange Gasse 17 (Dinkelsbühl)

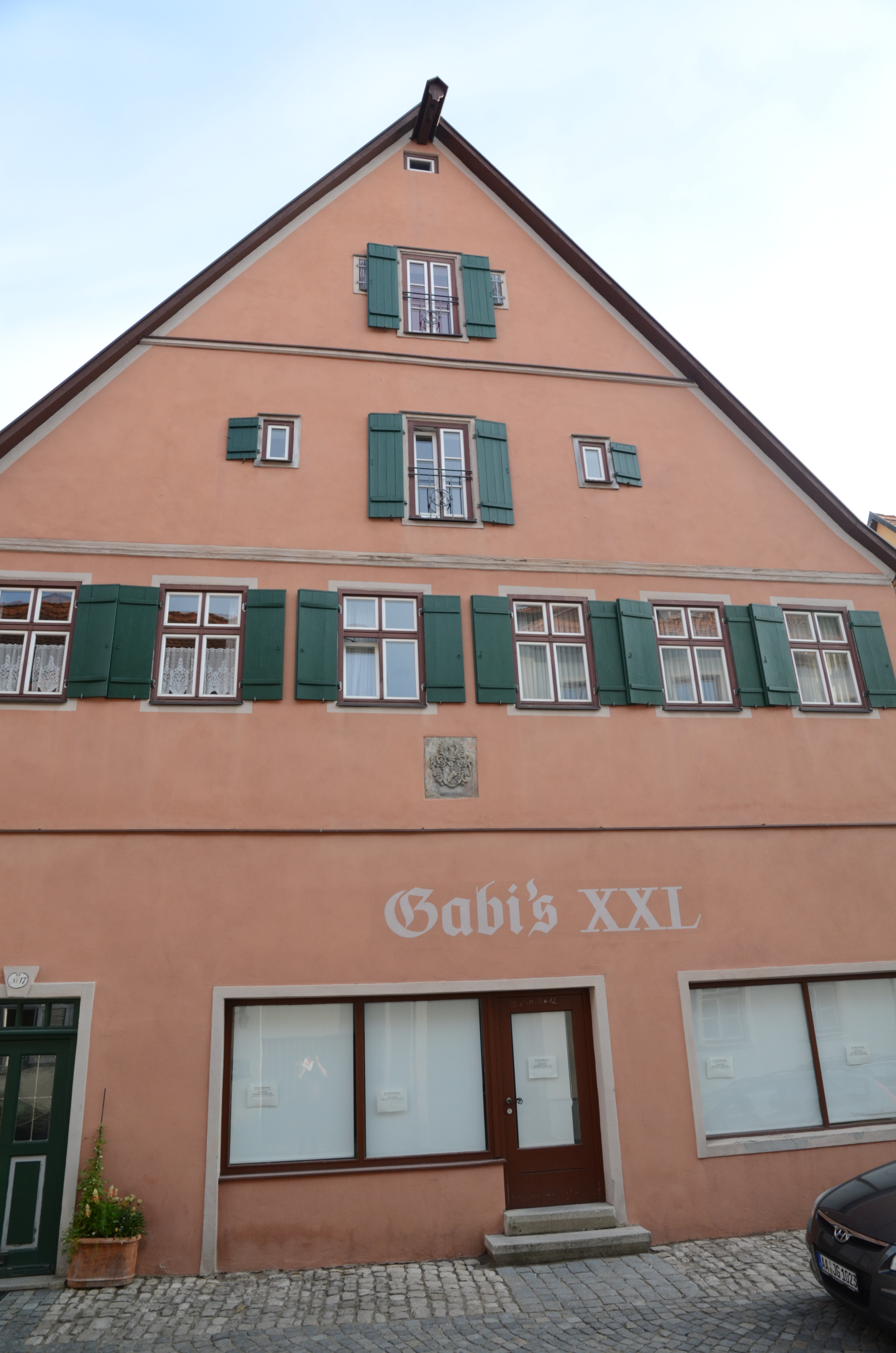
Haus Lange Gasse 17 in Dinkelsbühl

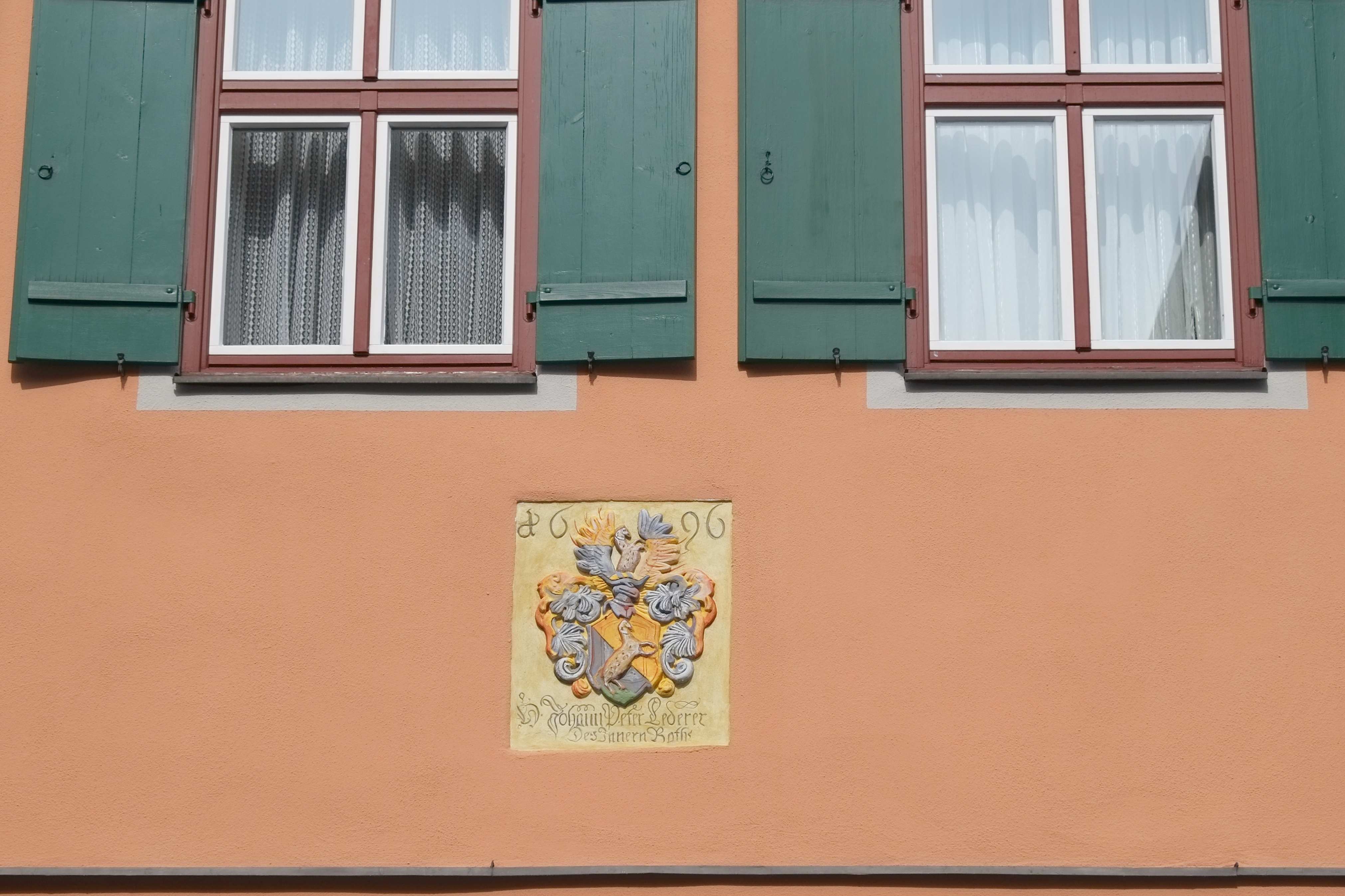
Wappen des Johann Peter Lederer mit Jahreszahl 1696

Das Haus Lange Gasse 17 in Dinkelsbühl, einer Stadt im mittelfränkischen Landkreis Ansbach (Bayern), wurde 1696 errichtet. Das Wohn- und Geschäftshaus ist ein geschütztes Baudenkmal. 

## Beschreibung
Der breit gelagerte zweigeschossige Giebelbau mit Satteldach und verputztem Fachwerkobergeschoss und -giebel wurde für Johann Peter Lederer, ein Mitglied des Rats, errichtet. Sein Wappenstein an der Fassade ist mit der Jahreszahl 1696 bezeichnet. Über der Ladeluke ist noch der Aufzugsbalken vorhanden.